# Hart of Dixie
Hart of Dixie, ou Zoé Hart au Québec, est une série télévisée américaine de 76 épisodes durant 42 minutes chacun, créée par Josh Schwartz et Leila Gerstein et diffusée entre le 26 septembre 2011 et le 27 mars 2015 sur The CW et en simultané sur CHCH-DT et CHEK-DT (ainsi que CJNT-DT pour la première saison) au Canada.
Au Québec, la série est diffusée depuis le 27 août 2012 sur Séries+ et en France, en Belgique et en Suisse, depuis le 11 décembre 2012 sur June/Elle Girl.

## Synopsis
La série met en scène Zoé Hart, une jeune New-Yorkaise qui rêve de devenir chirurgien cardiaque, tout comme son père. Malheureusement, elle ne décroche pas le poste tant convoité et se voit contrainte d'accepter une place de médecin généraliste dans la ville côtière du Golfe de Bluebell en Alabama où certains secrets cachés depuis sa naissance lui sont dévoilés. Elle se rend compte que la ville de Bluebell est très importante pour elle.

## Distribution

### Acteurs principaux
- Rachel Bilson (VFB : Séverine Cayron) : Dr Zoé Hart
- Jaime King (VFB : Esther Aflalo) : Lemon Breeland
- Cress Williams (VFB : Mathieu Moreau) : Lavon Hayes
- Wilson Bethel (VFB : Pierre Lognay) : Wade Kinsella
- Tim Matheson (VFB : Philippe Résimont) : Dr Bertram « Brick » Breeland
- Scott Porter (VFB : Bruno Mullenaerts) : George Tucker
- Kaitlyn Black (en) (VFB : Géraldine Frippiat puis Sophie Landresse) : AnnaBeth Nass (récurrente saisons 1 et 2, régulière saisons 3 et 4)

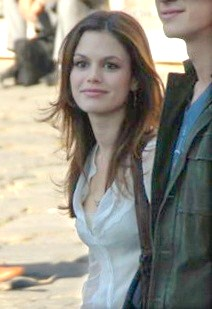
Rachel Bilson interprète Dr Zoé Hart
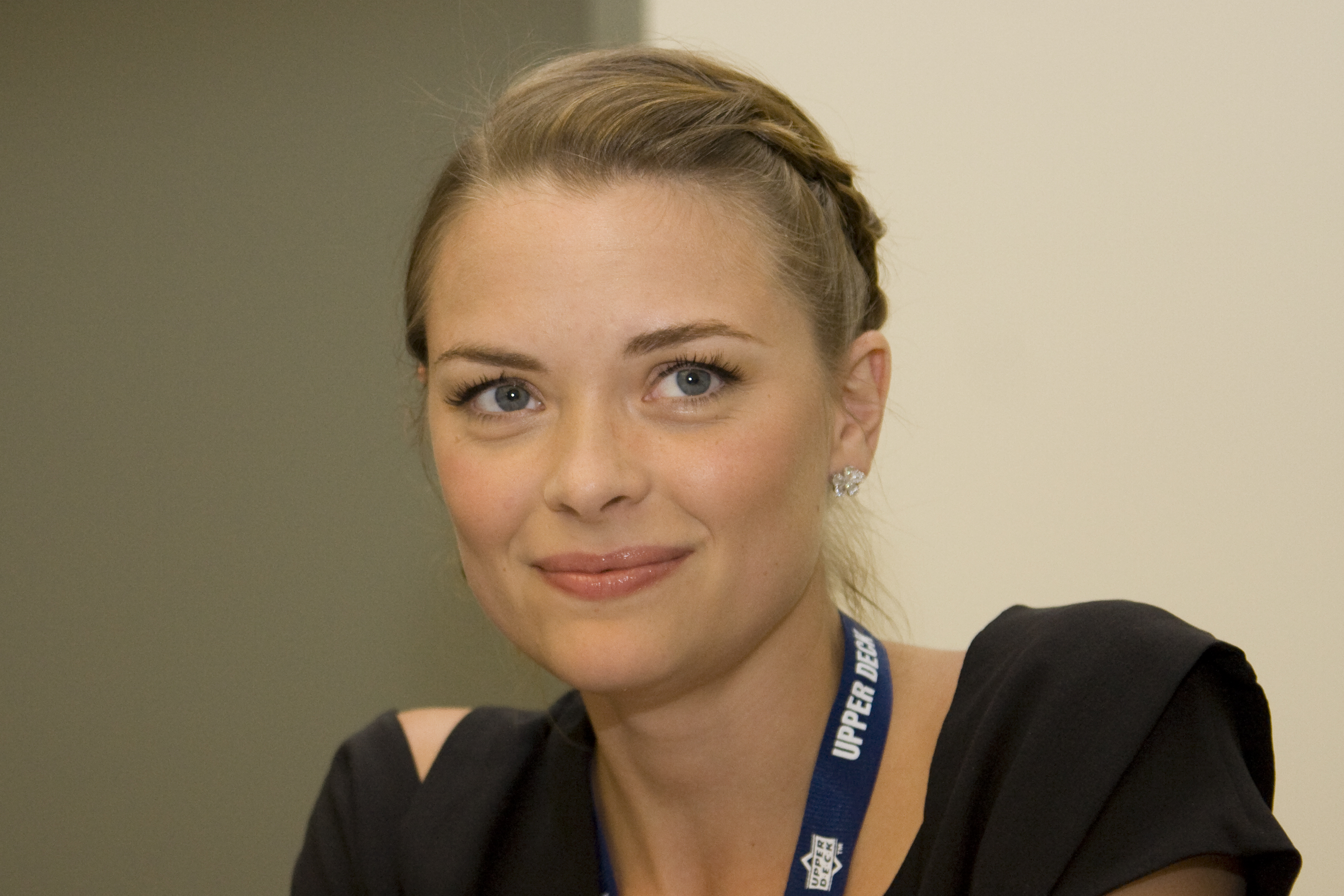
Jaime King interprète Lemon Breeland
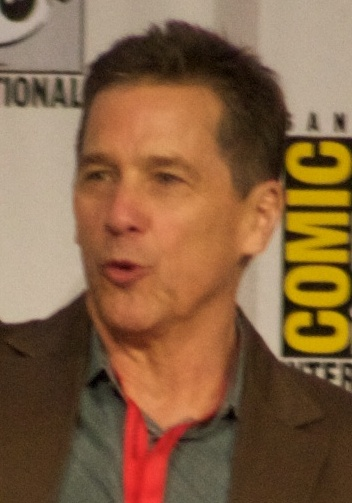
Tim Matheson interprète Dr Bertram « Brick » Breeland
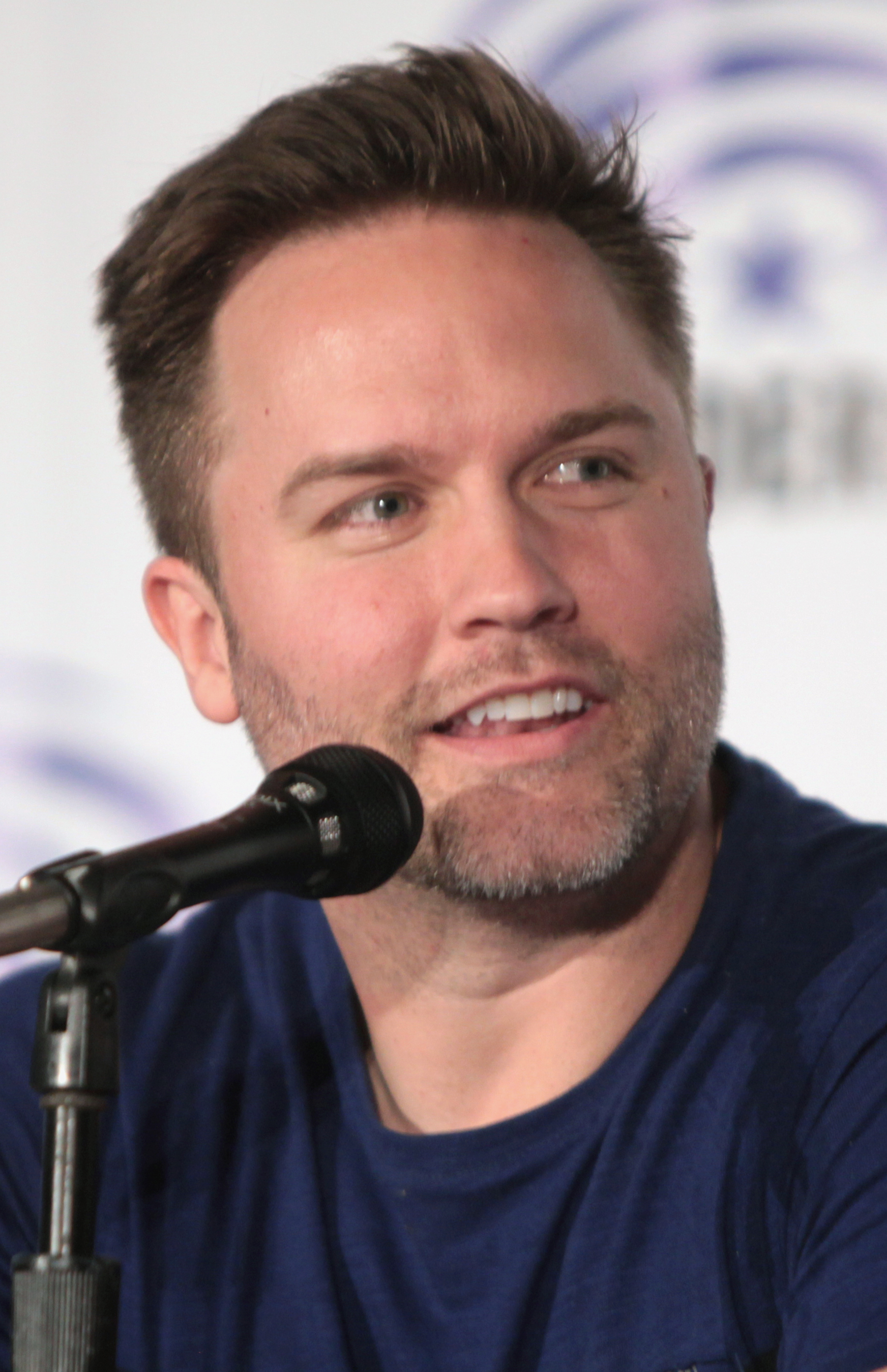
Scott Porter interprète George Tucker

### Acteurs récurrents
Note : Vu le grand nombre d'acteurs liés à cette série, seuls ceux présent tout au long de la série et ceux ayant un rôle important sont listés ici.
- Claudia Lee (en) : Magnolia Breeland
- McKaley Miller (VFB : Nancy Philippot) : Rose Hattenbarger
- Laura Bell Bundy (VFB : Audrey d'Hulstère) : Shelby (saisons 2 à 4)
- Mircea Monroe : Tansy Truitt (anciennement Tansy Kinsella)
- Ross Philips (VFB : Alexandre Crépet) : Tom Long
- Mallory Moye : Wanda Long
- Matt Lowe : Meatball
- Brandi Burkhardt (en) (VFB : Frédérique Schürmann) : Crickett Watts
- Christopher Curry (en) : Earl Kinsella
- JoBeth Williams : Candice Hart
- Carla Renata (en) : Susie Collins
- Reginald VelJohnson : Dash DeWitt
- Armelia McQueen (en) : Shula Whitaker
- Esther Scott (en) : Delma Warner
- John Eric Bentley : Shérif Bill Pickett
- John Marshall Jones : Wally Maynard
- Peter Mackenzie (en) : Révérend Peter Mayfair
- Eisa Davis (en) : Addy Pickett (saison 1)
- Deborah S. Craig : Shelley Ng (saison 1)
- Debra Jo Rupp : Betsy Maynard (saison 1)
- Nadine Velazquez : Didi Ruano (saison 1)
- Mary Page Keller : Emily (saison 2)
- Amy Ferguson (en) : Lily Anne Lonergan (saisons 2 et 3)
- Golden Brooks (en) : Ruby Jeffries (saison 2)
- Travis Van Winkle (VFB : Antoni Lo Presti) : Jonah Breeland (saison 2)
- Charlie Robinson : Sergent Jeffries (saisons 2, 3 et 4)
- Maree Cheatham (VFB : Bernadette Mouzon) : Bettie Breeland (saisons 3 et 4)
- Josh Cooke : Joel Stevens (saison 3)
- Lauren Bittner (en) : Vivian Wilkes (saison 3)
- Cole Sand (en) : Harley Wilkes (saison 3)
- Ryan McPartlin : Carter Covington (saison 3)
- Barry Watson : Davis Polk (saison 3)
- Anne Ramsay : Tante Winifred (saisons 3 et 4)
- Lawrence Pressman : Vernon « Brando » Wilkes (saisons 3 et 4)
- Matt Oberg : Scooter McGreevey (saisons 3 et 4)
- Valérie Mahaffey : Mae (saisons 3 et 4)
- Ian Anthony Dale : Henry Dalton (saison 4)

Version française
- Société de doublage : Dubbing Brothers - Belgique
- Direction artistique : Véronique Fyon
- Adaptation des dialogues : Ilana Castro

Source VF : Doublage Séries Database

## Développement

### Production
Le 1er février 2011, la chaîne The CW a commandé un épisode pilote. Le 17 mai 2011, la série est commandée par la chaîne. Josh Schwartz et l'actrice Rachel Bilson ont déjà travaillé ensemble sur la série dramatique Newport Beach (The OC) diffusée sur la Fox. Ce dernier compare la série à des classiques diffusés sur l’ancêtre de la CW tels que Felicity, Everwood et Gilmore Girls.
La série est programmée les lundis à 21 h, juste après Gossip Girl (également créée par Josh Schwartz). Le 12 octobre 2011, la chaîne commande une saison complète.
Le 11 mai 2012, la série a été renouvelée pour une deuxième saison.
Le 26 avril 2013, la série a été renouvelée pour une troisième saison.
Le 8 mai 2014, la série est renouvelée pour une quatrième saison de dix épisodes.
Le 13 mars 2015, la créatrice de la série, Leila Gerstein, annonce que la série a été annulée après quatre saisons. Néanmoins, elle précise que la série aura une véritable fin, l'équipe s'étant préparée à l’annulation. Le 7 mai 2015, The CW officialise l'annulation.

### Casting
Le 8 février 2011, Rachel Bilson décroche le rôle-titre de la série. Peu après, Wilson Bethel rejoint la distribution dans le rôle de Wade Kinsella, le voisin sexy de Zoé, suivi de Jaime King, Nancy Travis, Cress Williams, et Scott Porter.
Le 20 mai 2011, l'actrice Nancy Travis, qui joue le rôle récurrent de Emmeline Hattenbarger, a dû quitter la distribution. Elle ne pouvait pas continuer à cause de son engagement dans la sitcom Last Man Standing.
Le 26 juillet 2013, l'actrice Kaitlyn Black est promue à la distribution principale au début de la troisième saison.

### Fiche technique
- Titre original : Hart of Dixie
- Titre québécois : Zoe Hart
- Création : Leila Gerstein et Josh Schwartz
- Direction artistique : Sandy Getzler et Bruce Buehner
- Décors : Mayling Cheng
- Costumes : Meredith Markworth-Pollack et Cameron Dale
- Photographie : Robert Gantz
- Montage : Barbara Gerard, Brandi Bradburn et Jeff Granzow
- Musique : Jeremy Adelman
- Casting : Molly Lopata et Liz Martinez-Nelson
- Production : Leila Gerstein, Len Goldstein, Stephanie Savage, Josh Schwartz et Donald Todd
- Sociétés de production : Fake Empire, Dogarooski Productions, CBS Television Studios et Warner Bros. Television
- Sociétés de distribution :
  -  États-Unis : The CW (télévision) ; Warner Bros. Television (globale) ; Warner Home Video (vidéo, saisons 1-2) ; Warner Archive Collection (vidéo, saisons 3-4)
  -  France : Warner Bros. France
- Pays d'origine :  États-Unis
- Langue originale : anglais
- Format : couleur - 35 mm - 1,78:1 son Dolby numérique
- Genre : Comédie dramatique
- Durée : 42 minutes

### Diffusion internationale
- En version originale
 États-Unis /  Canada : Entre le 26 septembre 2011 et le 27 mars 2015 sur The CW / sur CHCH-DT et CHEK-DT (CJNT-DT première saison) ;
 Royaume-Uni : depuis le 30 avril 2012 sur Really.

- En version française
 Québec : depuis le 27 août 2012 sur Séries+ ;
 France : depuis le 11 décembre 2012 sur June.

## Épisodes
| Saisons | Nombre d'épisodes | Diffusion originale sur The CW | Diffusion originale sur The CW | Diffusion originale sur The CW | Diffusion originale sur The CW |
| Saisons | Nombre d'épisodes | Années                         | Début de saison                | Fin de saison                  | Audience moyenne (en millions) |
| ------- | ----------------- | ------------------------------ | ------------------------------ | ------------------------------ | ------------------------------ |
| 1       | 22                | 2011-2012                      | 26 septembre 2011              | 14 mai 2012                    | 1,57 million                   |
| 2       | 22                | 2012-2013                      | 2 octobre 2012                 | 7 mai 2013                     | 1,36 million                   |
| 3       | 22                | 2013-2014                      | 7 octobre 2013                 | 16 mai 2014                    | -                              |
| 4       | 10                | 2014-2015                      | 15 décembre 2014               | 16 janvier 2015                | -                              |

### Première saison (2011-2012)
1. Changement de trajectoire (Pilot)
2. Parades et Parias (Parades and Pariahs)
3. Gloire et Gombo (Gumbo and Glory)
4. Vague de chaleur à Bluebell (In Havoc and In Heat)
5. Confiance et Trahison (Faith and Infidelity)
6. Renaissance et Omission (The Undead and The Unsaid)
7. La Flèche de Cupidon (The Crush and The Crossbow)
8. Retour au bercail (Homecoming and Coming Home)
9. Piratesgiving (The Pirate and The Practice)
10. Paillettes et Guirlandes (Hairdos and Holidays)
11. L'Enfer des belles (Hell's Belles)
12. Maîtresses et Malentendus (Mistress and Misunderstandings)
13. Le Bal du péché mignon (Sweetie Pies and Sweaty Palms)
14. Un lourd secret (Aliens and Aliases)
15. Bluebell sous la neige (Snowflakes and Soulmates)
16. L'Homme de l'année (Tributes and Triangles)
17. L'Opération et la Confrontation (Heart to Hart)
18. Enterrement de vie de célibataires (Bachelorettes and Bullets)
19. Destinée et Déni (Destiny and Denial)
20. De grandes espérances (The Race and the Relationship)
21. Catastrophes naturelles (Disaster Drills and Departures)
22. Le Grand Jour (The Big Day)

### Deuxième saison (2012-2013)
Elle a été diffusée à partir du 2 octobre 2012, sur The CW, aux États-Unis.
1. Le Choix de Zoé (I Fall to Pieces)
2. Le Triangle amoureux (Always on My Mind)
3. Ma contribution à ton bonheur (If It Makes You Happy)
4. Esprits méfiants (Suspicious Minds)
5. Promenades après minuit (Walkin' After Midnight)
6. Sur le fil du rasoir (I Walk the Line)
7. Ne t'attache pas trop à moi (Baby, Don't Get Hooked on Me)
8. Peines de cœur (Achy Breaky Hearts)
9. La Vente aux enchères (Sparks Fly)
10. Le Blues de Noël (Blue Christmas)
11. Les Jours des pionniers (Old Alabama)
12. La Mère à la barre (Islands in the Stream)
13. La Maladie d'amour (Lovesick Blues)
14. Surprise (Take Me Home, Country Roads)
15. Pari sur l'avenir (The Gambler)
16. Là où mes pas me mènent (Where I Lead Me)
17. Une faute impardonnable (We Are Never Ever Getting Back Together)
18. Et si on faisait la fête ? (Why Don't We Get Drunk?)
19. Le Baiser (This Kiss)
20. Si demain n'arrivait jamais (If Tomorrow Never Comes)
21. Le Bal de promo pour tous (I’m Movin’ On)
22. Sur la route (On The Road Again)

### Troisième saison (2013-2014)
Elle a été diffusée à parir du 7 octobre 2013, sur The CW, aux États-Unis.
1. Partir, revenir (Who Says You Can't Go Home)
2. Un couple parfait (Friends in Low Places)
3. La Médecine dans la peau (Take This Job and Shove It)
4. La Nuit, tout est possible (Help Me Make It Through the Night)
5. Mission intégration (How Do You Like Me Now?)
6. Traditions familiales (Family Tradition)
7. Je cours vers toi (I Run to You)
8. Miracles (Miracles)
9. Info ou intox ? (Something to Talk About)
10. La Star du show (Star of the Show)
11. La Dernière chance (One More Last Chance)
12. Dans la peau d'un Cow-Boy (Should've Been a Cowboy)
13. Soyez naturel (Act Naturally)
14. À la conquête du cœur (Here You Come Again)
15. Le Choix de Lemon (Ring of Fire)
16. L'Amour longue distance (Carrying Your Love with Me)
17. Le sort s'acharne (A Good Run of Bad Luck)
18. De retour en selle (Back in the Saddle Again)
19. Un homme meilleur (A Better Man)
20. À nouveau ensemble (Together Again)
21. Blocage (Stuck)
22. La Seconde chance (Second Chance)

### Quatrième saison (2014-2015)
Le premier épisode a été diffusé le 15 décembre 2014, et la suite à partir du 16 janvier 2015.
1. Effets secondaires (Kablang)
2. Le Fer à friser (The Curling Iron)
3. Le Meilleur bagel du monde (The Very Good Bagel)
4. Un crime à Bluebell (Red Dye #40)
5. Rammer Jammer Vs Burritos (Bar-Be-Q Burritos)
6. Les Hommes d'Alabama (Alabama Boys)
7. L'Ardoise de Wade (The Butterstick Tab)
8. 61 bougies (61 Candles)
9. La Fin du monde (End of Days)
10. Épouse-moi (Bluebell)

## Personnages
- Zoe Hart : Diplômée de la prestigieuse école de médecine de l'université Johns Hopkins, Zoe, la vingtaine bien entamée, est une intelligente et talentueuse chirurgienne qui possède des mains en or et aspire à se spécialiser dans la chirurgie cardio-thoracique comme son célèbre et très brillant père adoptif. Malheureusement, après quatre années d'internat dans un hôpital de New York, on lui refuse le stage qu'elle souhaitait ardemment pour motif qu'elle doit acquérir plus d'expérience dans la gestion de ses relations avec les patients, qu'elle maintient à distance. En parallèle, le garçon qu'elle fréquente depuis six ans la quitte du jour au lendemain en lui reprochant de s'investir davantage dans sa carrière médicale que dans leur relation amoureuse. Cette situation l'amène alors à quitter les quartiers chics de Manhattan pour emménager à Bluebell, en Alabama où un médecin généraliste très respecté - qui avait assisté à son discours de remise des diplômes universitaires quelques années auparavant - lui a légué sa moitié d'un cabinet médical. Si, dans un premier temps, Zoe pensait passer une année tranquille dans la petite ville avant de retourner à son quotidien à New York, elle s'aperçoit rapidement que la situation ne sera pas si facile. En effet, en belle et riche citadine glamour et élégante, la jeune femme est plus habituée aux restaurants et clubs branchés, aux grands vins, aux boutiques de mode luxueuses et aux trottoirs pavés des grandes villes qu'aux bars de campagne, à la bière, aux magasins de pêche et aux chemins en terre battue du Sud et se heurte constamment à l'inimitié de son nouvel associé, Bertram "Brick" Breeland et aux moeurs étranges des habitants de Bluebell. Elle découvre également très vite que le gentil médecin dont elle a hérité la moitié du cabinet médical de Bluebell était en fait son père biologique. Effarée, elle encaisse difficilement le choc causé par la nouvelle, surtout lorsque l'homme qui l'a élevée commence à éviter ses appels téléphoniques et ses multiples tentatives de le contacter et de raviver leur ancienne relation et décide de la traiter comme une simple amie et collègue à partir de ce jour. Zoe souffrira beaucoup de la situation tout au long de la série télévisée mais conservera son courage et restera à Bluebell, déterminée à atteindre les objectifs qu'elle s'est fixés. Au fil du temps, nous découvrons que malgré la distance qu'elle s'acharne à mettre entre ses patients et elle, la jeune médecin se soucie réellement d'eux et est prête à tout faire - y compris à mettre sa réputation en danger - pour les aider. Ouverte d'esprit et compréhensive, elle ne les juge jamais et sait se remettre en question quand il le faut. Elle devient par la suite une habitante investie de la ville, notamment en l'aidant à surmonter ses innombrables crises ou encore en participant activement à son folklore (en chantant dans les spectacles mis en scène par Dash DeWitt, en défilant dans les parades municipales, etc.) et y gagne des amis fidèles et sincères comme, entre autres, le maire Lavon Hayes (son nouveau meilleur ami en ville), George Tucker, Annabeth Thibodaux, la jeune Rose Hattenbarger, Dash DeWitt et Shelley Ng. Dans la saison 2, elle commence une idylle avec son séduisant voisin et ami Wade Kinsella... Cependant, ce dernier finit par la tromper lorsqu'il perd la Battle of the Bands et elle met alors un terme à leur liaison. Dans le final de la saison, Zoe couche à nouveau avec Wade après avoir vécu une déception et décide de retourner vivre à New York City pour prendre du recul sur sa vie. Au début de la saison 3, six mois se sont écoulés quand Zoe revient s'installer à Bluebell avec un nouveau petit ami, Joel, un écrivain. Durant toute la saison 3, elle poursuit sa relation amoureuse avec lui jusqu'à ce que l'un de ses livres soit adapté au cinéma et que cela ne le contraigne à déménager à Los Angeles en Californie où il doit assister le réalisateur. Dans le final de la saison, Zoe réalise qu'elle est toujours amoureuse de Wade Kinsella -qui n'a plus confiance en elle- et lui déclare qu'elle fera tout ce qu'elle peut pour le reconquérir. Dans le premier épisode de la saison 4, elle essaie encore de lui prouver qu'ils devraient être ensemble et le séduit, ce qui les amène à faire l'amour ensemble une fois de plus. De leurs ébats résulte une grossesse surprise. Ils finissent donc par reprendre leur histoire d'amour où elle s'était arrêtée deux ans plus tôt et se marient dans le dernier épisode de la série alors que Zoe donne naissance à leur enfant, un petit garçon Hart-Kinsella. Tout au long de la série, Zoe et la fille aînée de son associé, Lemon Breeland, se détestent mais deviennent finalement amies dans la saison 4.

- George Tucker : Lorsque les événements de la série commencent, George, 29 ans, est un avocat officiant dans la ville de Bluebell, fiancé à Lemon Breeland, son amour de lycée. Par le passé, il a vécu à New York City où il occupait un poste d'avocat d'affaires au sein du prestigieux cabinet légal Cravath, Swaine and Moore mais, après deux années passées sur place, il est revenu s'installer à Bluebell, nostalgique de sa ville natale et de ses proches. Serviable, gentil, attentionné, bien éduqué, sincère, intelligent, mignon et charmant, George est très respecté et apprécié par la communauté de Bluebell. C'est aussi le meilleur ami de Wade Kinsella depuis son enfance. À la fin de la saison 1, il quitte Lemon devant l'autel après avoir eu vent de la liaison de cette dernière avec le maire Lavon Hayes mais aussi après avoir pris conscience de ses propres sentiments amoureux pour Zoe Hart. La jolie médecin, toutefois, le rejette et George commence alors à fréquenter d'autres femmes sur le plan romantique. Il entame ainsi, au cours de la saison 2, une idylle avec l'ex-épouse de Wade, Tansy Truitt. Plus tard, dans la saison 3, il vit une brève amourette avec la cousine de Lavon, Lynly Hayes. Pendant ce temps, en parallèle de son activité d'avocat, George s'associe brièvement avec son ex-fiancée, Lemon, dans la gestion d'un restaurant, Fancie's, mais il finit par se retirer de l'affaire lorsque l'établissement brûle, laissant la jeune femme seule propriétaire et gérante à partir de cet instant. Tout au long de la série, une fois leur rivalité définitivement enterrée, il développe également une amitié étroite avec Lavon Hayes, le maire de la ville. Bien qu'il soit l'un des rares avocats de Bluebell, George semble disposer de beaucoup de temps libre pour s'adonner à d'autres activités comme chanter dans le groupe de musique country de Lily Anne Lonergan et partir en tournée tout un été, s'investir dans la co-gestion d'un restaurant, réaliser un spot publicitaire pour promouvoir les fraises de la ville, participer à des courses à pieds, encadrer les activités des scouts ou encore gérer la carrière artistique des frères Truitt et de Meatball. Depuis sa rupture avec Lemon, il vit sur une péniche qui appartient à Annabeth Thibodaux avec qui il forme un couple dans la saison 4 et reste à la fin de la série. George a des parents riches qui ont tendance à se mêler de sa vie lorsqu'ils viennent lui rendre visite de temps en temps. Il a également un frère, Harry, avocat à succès, associé principal dans le prospère cabinet familial et candidat au sénat. Ce dernier est marié et a une fille, Lily Louise Tucker.

- Lemon Breeland : elle est la fille aînée du médecin de la ville, Bertram Breeland ou "Brick". Au début de la série, Lemon est la jeune présidente orgueilleuse, conservatrice, despotique, pointilleuse et quelque peu coincée de l'association des Belles de Bluebell qu'elle dirige avec l'aide de ses deux meilleures amies d'enfance, Annabeth Thibodaux (épouse Nass) et Crickett Watts. Elle est très investie dans le quotidien de sa ville, notamment en chantant et dansant dans les spectacles organisés dans le cadre de projets municipaux ou en aidant la mairie à préserver le patrimoine historique. Agée de 29 ans, elle possède un diplôme universitaire mais n'a jamais eu de véritable emploi rémunéré et habite toujours chez son père. Elle est fiancée à George Tucker qu'elle fréquente depuis quinze ans et prépare le mariage du siècle. Derrière ce tableau idyllique, on découvre cependant qu'elle a vécu une brève liaison romantique avec le maire, Lavon Hayes, pendant que son fiancé travaillait à New York et a développé pour lui de profonds et forts sentiments amoureux qu'elle peine désormais à enterrer. Lorsque Lemon rencontre Zoe pour la première fois, l'inimitié qu'elle ressent à son égard est instantanée. En effet, non seulement les deux jeunes femmes présentent des façons de penser différentes mais Lemon nourrit aussi l'illusion que la jolie chirurgienne tente de s'immiscer dans sa vie "parfaite" et elles en viennent donc souvent à s'affronter. Au cours des saisons 2 à 4, bien qu'elle rechigne à l'admettre devant quiconque, elle se montre plus cordiale avec Zoe et toutes deux finissent même par se lier d'amitié à la fin de la série. Malgré sa nature parfois despotique et manipulatrice, Lemon est dotée d'un tempérament doux et charmant. Bienveillante, elle est aussi capable de se sacrifier pour le bien des personnes qu'elle aime (comme lorsqu'elle donne sa bénédiction à Annabeth pour sortir avec Lavon malgré ses propres sentiments romantiques profonds à son égard, par exemple). Au cours de la saison 2, déterminée à prendre son indépendance, Lemon travaille d'abord brièvement comme serveuse dans un bar local puis dirigera la campagne électorale de Lavon. Peu de temps après, elle fonde une entreprise de restauration à domicile avec Annabeth avant de devenir la copropriétaire et co-gérante du bar "Rammer Jammer" avec son ami de longue date, Wade Kinsella. Elle rachète ensuite le Fancie's, le meilleur restaurant de la ville et en prend la direction, laissant le Rammer Jammer à son ex-partenaire en affaires. Lemon a la réputation d'être tenace et quelque peu intrigante lorsqu'il s'agit d'obtenir ce qu'elle veut. C'est une femme déterminée, prête à tout pour atteindre ses buts. Après l'annulation de son mariage avec George, elle se retrouve sans véritable profession et sans endroit où vivre. Afin de quitter la maison de son père, elle accepte de vivre sur la péniche d'AnnaBeth mais découvre qu'elle souffre du mal de mer. Elle échange donc son nouveau logement contre l'appartement de son ex-fiancé, George, qui vient alors s'installer sur le bateau. Tout au long de la série, Lemon se débat avec la souffrance qu'elle ressent depuis que sa mère, Alice, les a abandonnées, elle et sa sœur Magnolia, douze ans avant les événements de la saison 1, alors que Magnolia - que Lemon a ainsi élevée comme sa propre fille - n'avait que deux ans. Cependant, dans la saison 4, elle affronte enfin Alice. Elle restera hostile avec cette dernière dont elle ne parvient pas à pardonner la trahison mais finit par accepter l'idée qu'elle a une petite demi-sœur maternelle, Scarlett Kincaid, et fait des efforts pour apprendre à connaître cette dernière. Dans le final de la série, Lemon épouse enfin Lavon Hayes, son grand amour, et devient une femme d'affaires à succès.

- Lavon Hayes : maire et coprésident du Conseil du tourisme de Bluebell. Avant de devenir maire et coprésident du Conseil du tourisme de la petite ville de Bluebell, Lavon Hayes était un célèbre champion international de football. Pendant plusieurs années, en effet, il a joué en tant que linebacker dans une équipe de la NFL américaine avec laquelle il a remporté deux Super Bowls et a été sélectionné pour quatre Pro Bowls. Avant de commencer sa carrière sportive professionnelle, il jouait également au sein de l'équipe de football de l'université d'Alabama dont il est sorti diplômé. Une fois à la retraite et de retour à Bluebell, il s'installe dans une grande maison coloniale située sur une belle et immense plantation et adopte un alligator de compagnie qu'il nomme Burt Reynolds. Lavon, 33 ans, est un politicien charismatique très attaché et dévoué à sa ville et à ses citoyens, une personne attentionnée et amicale, un ami loyal et un homme ouvert d'esprit et éclairé quelque peu timide avec les femmes qui l'attirent mais aussi une personne de nature positive et enthousiaste. Il est révélé dans la saison 1 qu'il a entretenu une idylle secrète avec Lemon Breeland alors qu'elle était encore fiancée à l'avocat de Bluebell, son petit ami de longue date, George Tucker lorsque ce dernier vivait à New York. Il était vraiment amoureux d'elle à l'époque, mais elle a fini par le repousser lorsque son fiancé est revenu à Bluebell, lui brisant ainsi le cœur. Tout au long de la série, Lavon construit également une grande amitié avec Zoe Hart et lui donne souvent des conseils judicieux pour mieux s'adapter aux mœurs de la ville. Au début de la première saison, il lui propose même de vivre dans la remise présente sur son domaine, à côté de la guérite dans laquelle il autorise son meilleur ami, Wade Kinsella, à résider. Au cours de la série, il entretient différentes relations amoureuses : d'abord avec Didi Ruano puis avec son ancien amour de lycée, Ruby Jeffries, et enfin avec Annabeth Thibodaux, la meilleure amie depuis l'enfance de Lemon. Toutefois, durant chacune de ces romances, il reste profondément attaché à Lemon. Après un certain temps, Lavon se lie également d'amitié avec George Tucker, bien que cette relation s'avère parfois tendue en raison de ses sentiments amoureux pour l'ancienne fiancée de George, Lemon. Le jeune maire est un grand admirateur d'une personnalité de la télévision, Don Todd, et finit même par le connaître et s'en faire un ami, relation qui lui sera utile plus tard dans ses négociations avec son rival, le maire de la ville de Fillmore, Todd Gainey Senior. Dans le final de la série, Lavon et Lemon se marient enfin l'un à l'autre.

- Wade Kinsella : barman et superbe voisin de Zoe. Wade, la vingtaine bien entamée, présente une personnalité excentrique. Au début de la série, il semble n'être qu'un barman immature, dénué d'ambition, coureur de jupons et sarcastique, qui ne se soucie de personne d'autre que de lui-même. Mais on découvre peu à peu qu'il aime profondément les gens qui l'entourent (bien qu'il s'efforce toujours de cacher ses vrais sentiments), en particulier ses meilleurs amis -George Tucker, Lavon Hayes, Zoe Hart et Lemon Breeland- et son père, Earl Kinsella, l'ivrogne du village à qui il donne souvent de l'argent pour se nourrir et se vêtir et qu'il est un homme généreux au cœur d'or. Il tombe profondément amoureux de Zoe et essaie de changer son style de vie et de développer des ambitions plus élevées pour elle. Pendant la majeure partie de la saison 2, il entretient une relation monogame avec la jeune chirurgienne jusqu'à ce qu'elle découvre qu'il lui a été infidèle. Wade est diplômé du lycée Cyrus Lavinius Jeremiah Jones, tout comme George, Annabeth et Lemon, mais n'est jamais allé à l'université une fois son baccalauréat en poche. Il est très sportif (il faisait même partie de l'équipe de football de son lycée) et doué pour les travaux manuels. Il effectue d'ailleurs des réparations chez Lavon en échange de pouvoir continuer à vivre dans la guérite de sa plantation. C'est aussi un musicien talentueux (il chante, joue de la guitare et écrit et compose des chansons), membre d'un groupe de musique country et un inventeur de recettes de cocktails très doué qui a toujours rêvé de posséder son propre bar. Il finit par concrétiser ce projet en devenant copropriétaire et cogérant du "Rammer Jammer", bar local, avec son amie de longue date, Lemon Breeland dans la saison 2, puis, son seul propriétaire et gérant dans la saison suivante. Au cours de la troisième saison, il tente dans un premier temps de reconquérir l'amour de Zoe mais entame ensuite une relation amoureuse sérieuse avec Vivian Wilkes, la cousine paternelle de Zoe, qui finit par lui briser le cœur lorsqu'elle se réconcilie avec son ex-époux et déménage avec lui à Baton Rouge. Au début de la saison 4, Wade fait l'amour avec Zoe une fois de plus et de leurs ébats résulte une grossesse surprise. Les deux jeunes gens finissent donc par reprendre leur histoire d'amour où elle s'était arrêtée deux ans plus tôt et se marient dans le dernier épisode de la série alors que Zoe donne naissance à leur enfant, un petit garçon Hart-Kinsella. Wade a un frère, Jesse Kinsella, un séduisant océanographe éco-géologue et vétéran de l'armée des États-Unis d'Amérique avec qui il entretient des rapports conflictuels.

- Bertram Breeland, aussi appelé Brick : le médecin de Bluebell. Au début de la série, Brick découvre qu'il va devoir partager le cabinet de médecine générale de la ville avec Zoe Hart, ce qui l'ennuie beaucoup. En effet, il était impatient de disposer de la clinique seul après tant d'années passées à travailler en partenariat avec Harley Wilkes et son arrivée ruine son projet. Il rend alors les premières semaines de Zoe à Bluebell extrêmement difficiles et lui met constamment des bâtons dans les roues, fomentant des plans pour lui dérober ses parts de l'affaire et critiquant ouvertement ses diagnostics médicaux et son inexpérience de l'hospitalité du Sud autant qu'il le peut. Tous deux déterminés à emporter la partie, ils s'affrontent souvent mais, avec le temps, finissent par développer une sorte de relation "père-fille". En fait, malgré son apparence rude et sauvage, Brick est un homme bienveillant entièrement dévoué à ses patients et à leur bien-être, très respecté et apprécié par la communauté de Bluebell au sein de laquelle il compte de nombreux amis. Il est également le père de deux filles : Lemon et Magnolia. Leur mère, Alice -son ex-épouse- les a quittés douze ans avant les événements de la saison 1 pour poursuivre une carrière d'actrice et ne les a plus jamais contactés. Après son départ, Lemon -qui n'avait que 17 ans à l'époque- s'est occupée de lui et de leur maison et a élevé sa sœur de 2 ans comme si elle était sa propre fille. De son côté, Brick, très déprimé, n'a jamais pu tourner la page et vit depuis lors dans le passé, incapable de s'investir à nouveau dans une relation amoureuse avec quiconque. Encouragé par Lemon, il finit cependant par entamer une brève liaison avec Emily Chase dans la saison 1, puis, dans la saison 2, rencontre Shelby Sinclair, une exubérante personnalité locale beaucoup plus jeune que lui et tombe sous son charme. Au début, leur grande différence d'âge pose un problème à Brick qui décide donc rapidement de rompre avec elle, craignant l'opinion des habitants de la ville sur leur idylle. Cependant, il réalise plus tard qu'il aime vraiment Shelby et tente de la reconquérir. Commence alors entre eux une relation romantique "par intermittence". Dans la saison 3, Shelby tombe enceinte de la petite fille d'un homme marié, Alex Byrd, lieutenant-gouverneur de l'Alabama. Dans un premier temps, elle essaiera d'élever l'enfant, prénommé Ethel, avec le père de celle-ci, mais le largue peu de temps après et emménage à nouveau avec Brick, redonnant vie à leur relation amoureuse. L'un des principaux objectifs de Brick est d'être élu "Homme de l'année" (MOTY) par l'Ordre fraternel local du Hibou, un honneur décerné aux personnalités masculines exceptionnelles de la ville. Le médecin généraliste est également connu pour avoir remporté à plusieurs reprises le concours annuel de gumbo de la ville.

- Annabeth Thibodaux ou Annabeth Nass de son nom de femme mariée : membre de l'association des Belles et meilleure amie de Lemon Breeland et Crickett Watts. Elle est parfois surnommée "A.B.", abréviation de son prénom. Annabeth, la vingtaine bien entamée, est une jolie jeune femme forte, joyeuse, créative, perspicace et empathique. Elle est diplômée de l'Université d'Auburn où elle était membre de l'équipe de pom-pom girls et où sa famille est considérée comme une sorte de "royauté". Au début de la série, c'est une femme au foyer très impliquée dans la vie de Bluebell, une membre active des Belles qui finit par prendre la tête des Memory Matrons, une société bien connue consacrée à la préservation de l'histoire de la ville. À l'époque, elle était désireuse de concevoir un enfant avec son époux, Jake Nass, mais ce dernier la quitte du jour au lendemain pour une serveuse de Baton Rouge à la fin de la saison 1. Annabeth tient également un blog -Annabeth's Blog- qu'on retrouve sur le site officiel de Bluebell. En plus d'être bonne chanteuse et danseuse, la jeune femme est aussi très douée pour la cuisine et, au cours de la saison 2, fonde une entreprise de restauration à domicile avec sa meilleure amie, Lemon Breeland. Elle développe ensuite des sentiments pour le maire, Lavon Hayes, mais décide dans un premier temps de ne pas donner suite à la relation qui naît entre eux en raison de l'amour de Lemon pour ce dernier. Cependant, sa meilleure amie leur donne sa bénédiction et Annabeth et Lavon peuvent enfin entamer leur idylle. Tout au long de la série, Annabeth s'avère également une amie proche de Zoe Hart. Au cours de la saison 3, elle devient la nouvelle présidente des Belles. Elle est également employée par Bertram "Brick" Breeland comme secrétaire médicale au sein de son cabinet et ce travail l'amène à développer un intérêt pour le domaine de la santé et à s'inscrire dans une école de soins infirmiers dans la saison 4. Pendant ce temps, après sa rupture avec le maire, elle fréquente brièvement, sur un plan amoureux, le neveu du maire de la ville rivale, Davis Polk, qui la demande en mariage. Elle refuse cependant la proposition, avouant à Lemon qu'elle est toujours amoureuse de Lavon. Au cours de la saison 4, Annabeth se rend compte qu'elle n'aime plus Lavon et entame une idylle avec George Tucker, avec qui elle est toujours en couple à la fin de la série.

## Accueil
La première saison a reçu des avis mitigés, obtenant 43 % de satisfaction d'après les données recueillies par le site Metacritic.
TVGuide.com a décrit la série comme une « révélation de la vie dans le Sud », puis dans un autre article, que les acteurs valaient plus que leur belle plastique, bien que Bilson ne soit pas convaincante en chirurgien cardiaque. TVGuide.com et Robert Bianco de USA Today ont tous les deux déclaré que la série pouvait offenser les gens du sud. Bianco a également écrit que la série était superficielle et improbable, avec Bilson livrant une performance peu convaincante, notamment lorsqu'elle affirme être un médecin tout en ayant l'air étonné. Tim Goodman du Hollywood Reporter a affirmé que la série était prévisible et superficielle mais « étonnamment touchante ». Goodman et Brian Lowry de Variety ont annoncé que Bilson ne ressemblait pas à un médecin. Goodman précise même qu'elle ressemble trop à « une call-girl de luxe » tandis que Lowry ajoute qu'elle a l'air d'être dans « le monde merveilleux de Barbie à l'hôpital ».
Le critique du New York Times, Neil Genzlinger, a écrit « que même l'épisode pilote ne cherche pas à donner une image convaincante sur l'équilibre entre les différents éléments de la série : l'éloignement de la maison de Zoé du centre-ville, les urgences médicales, les rivalités entre filles, les problèmes du père, etc. ». Mary McNamara du Los Angeles Times a décrit la série comme « un tas de scénarii familiers cousus ensemble pour former un joli patchwork, dont le résultat reste cependant à désirer ». TVLine a décrit Hart of Dixie comme étant « Everwood-esque » avant d'ajouter que la série était « joliment filmée, et que les décors du sud mettait en valeur la rayonnante Bilson ». Il précise également que la présence de Scott Porter (alias George Tucker) « nous faisait oublier l'épisode pilote un peu bancal » et que malgré les « clichés, le pilote était très efficace et nous présentait ceux qui seront des personnages clés dans la vie de Zoé, posant les bases des intrigues à venir ». Le magazine TV Time a accordé à Hart of Dixie la plus mauvaise note de l'année 2011-2012 : 12 % seulement de satisfaction.

### Audience aux États-Unis
Le premier épisode réalise un score de 1,88 million de téléspectateurs en étant diffusé, juste après le premier épisode de Gossip Girl, qui a lui réalisé un score inférieur de 1,33 million de téléspectateurs.
Le 24 octobre 2011, la série réalise sa meilleure audience avec 2,01 millions de téléspectateurs pour le cinquième épisode (Confiance et trahison) de la première saison.
Le 9 octobre 2012, la série réalise son pire score historique avec 1,19 million de téléspectateur pour le deuxième épisode (Always on My Mind) de la deuxième saison.
La saison 1 réalise une moyenne de 1,57 million de téléspectateurs et un taux moyen de 0.64 % sur les 18-49 ans.
La saison 2 réalise une moyenne de 1,36 million de téléspectateurs et un taux moyen de 0.55 % sur les 18-49 ans, soit une baisse de 210 000 téléspectateurs et 0.09 % sur le taux.

## Sorties DVD
| Intitulé du coffret        | Nombre d'épisodes | Dates de sortie                                            | Dates de sortie      | Dates de sortie | Nombre de disques | Société de distribution                                                                 |
| Intitulé du coffret        | Nombre d'épisodes | États-Unis (Zone 1) (fabriqué à la demande à partir de S3) | Royaume-Uni (Zone 2) | France (Zone 2) | Nombre de disques | Société de distribution                                                                 |
| -------------------------- | ----------------- | ---------------------------------------------------------- | -------------------- | --------------- | ----------------- | --------------------------------------------------------------------------------------- |
| L'intégrale de la saison 1 | 22                | 2 octobre 2012                                             | 8 octobre 2012       | 7 octobre 2014  | 5                 | Warner Home Video (USA, saisons 1 et 2) Warner Archive Collection (USA, saisons 3 et 4) |
| L'intégrale de la saison 2 | 22                | 15 octobre 2013                                            | 25 novembre 2013     | 7 octobre 2014  | 5                 | Warner Home Video (USA, saisons 1 et 2) Warner Archive Collection (USA, saisons 3 et 4) |
| L'intégrale de la saison 3 | 22                | 17 mars 2015                                               | 27 juillet 2015      | TBA             | 5                 | Warner Home Video (USA, saisons 1 et 2) Warner Archive Collection (USA, saisons 3 et 4) |
| L'intégrale de la saison 4 | 10                | 13 octobre 2015                                            | 12 octobre 2015      | TBA             | 3                 | Warner Home Video (USA, saisons 1 et 2) Warner Archive Collection (USA, saisons 3 et 4) |
| L'intégrale de la série    | 76                | TBA                                                        | 26 octobre 2015      | TBA             | 17                | Warner Home Video (USA, saisons 1 et 2) Warner Archive Collection (USA, saisons 3 et 4) |